# Osgoodomys banderanus
Osgoodomys banderanus és una espècie de mamífer rosegador de la família Cricetidae. És l'única espècie del gènere Osgoodomys. El gènere fou anomenat en honor del mastòleg estatunidenc Wilfred Hudson Osgood. Es troba només a Mèxic.